# Roger Gifford
Pour les articles homonymes, voir Gifford.
Michael Roger Gifford, né le 3 août 1955 à St Andrews (Écosse) et mort le 25 mai 2021, est un banquier britannique. 
Il fut lord-maire de Londres de 2012 à 2013.

## Distinctions honorifiques
Commandeur de l’ordre royal de l'Étoile polaire (Suède) depuis 2007, Gifford est décoré en 2011 de l’ordre du Lion de Finlande (commandeur). Il est promu au grade de Chevalier du très vénérable ordre de Saint-Jean en 2012, et courant 2014, il est fait Knight Bachelor au Royaume-Uni.